# Рибейру, Диогу
Диогу Матуш Рибейру (порт. Diogo Matos Ribeiro; род. 27 октября 2004, Коимбра) — португальский пловец, двукратный чемпион мира 2024 года. Специализируется на дистанциях баттерфляем.

## Биография
Родился 27 октября 2004 года в Коимбре, Португалия.
На юниорском чемпионате мира 2022 года в Лиме Диогу выиграл три золотые медали, став победителем на дистанциях 50 и 100 метров баттерфляем, а также на дистанции 50 метров вольным стилем.
На чемпионате Европы 2022 года в Риме, португалец стал обладателем бронзовой медали на дистанции 50 метров баттерфляем. На Средиземноморских играх, которые прошли в Оране в 2022 году Диогу также праздновал победу на 50 метрах баттерфляем и завоевал серебро на 100 метрах вольным стилем.
На чемпионате мира 2023 года в Фукуоке Рибейру завоевал серебро на дистанции 50 метров баттерфляем с новым национальным рекордом 22,80 секунд.
На чемпионате мира по водным видам спорта 2024 г. в Дохе (Катар) завоевал двойной чемпионский титул в стиле баттерфляй: на дистанции 50 метров с результатом 22,97 сек. и на дистанции 100 метров с результатом 51,17 сек. (новый национальный рекорд).